# Sébastien Vial
Pour les articles homonymes, voir Vial.
Sébastien Vial, né le 11 avril 1774 à Antibes (Alpes-Maritimes), mort le 19 novembre 1809 à Ocaña (Espagne), est un militaire français de la Révolution et de l’Empire.

## États de service
Il entre en service le 11 avril 1792, comme sous-lieutenant au 26e régiment d’infanterie, il passe lieutenant le 22 avril suivant, et il fait les campagnes de 1792 à l’an II en Corse. 
Le 31 décembre 1794, il devient aide de camp du général Casabianca, alors employé à l’armée d’Italie, et le 2 août 1795, il est nommé adjoint aux adjudants-généraux. Le 24 août 1795, il reçoit son brevet de capitaine au 2e régiment de cavalerie, mais il continue à servir en tant qu’adjoint aux adjudants-généraux. Le 17 novembre 1796, il est affecté comme aide de camp de son cousin le général Vial, qu’il suit à l’armée d’Orient. Blessé lors du siège de Saint-Jean-d’Acre, il obtient le 10 mai 1799, le grade de chef d’escadron.
De retour en France le 6 novembre 1800, il passe avec son grade le 31 octobre 1801, dans le 5e régiment de cavalerie, et le 29 octobre 1803, il est nommé major du 4e régiment de dragons. Il est fait chevalier de la Légion d’honneur le 25 mars 1804. 
Affecté avec son corps dans la 15e division militaire, il reste au dépôt de celui-ci, jusqu’à l’an XIV. Le 11 décembre 1806, il est promu colonel du 16e régiment de dragons, et en 1808, il sert à l’armée d’Espagne. Il est créé baron de l’Empire le 21 décembre 1808. Il est tué le 19 novembre 1809, à la bataille d'Ocaña, alors qu’il commande la 2e demi-brigade de la division Milhaud.

## Famille
Il est cousin germain avec les généraux :
- Honoré Vial (1766-1813)
- Jacques Laurent Louis Augustin Vial (1774-1852)

## Dotation
- Dotation de 4 000 francs de rente annuelle sur les biens réservés en Westphalie le 17 mars 1808.

## Armoiries
| Figure | Nom du baron et blasonnement |
| ------ | --- |
|        | Armes du baron Sébastien Vial et de l'Empire, décret du 19 mars 1808, lettres patentes du 21 décembre 1808, chevalier de la Légion d'honneur Écartelé ; le premier contre écartelé au premier d'argent aux trois étoiles d'azur posées en fasce, au deuxième de gueules au lion d'or passant ; au troisième d'azur à la croix ancrée d'argent ; au quatrième d'or aux deux pals d'azur ; le second des barons militaires ; le troisième d'argent, plein, le quatrième d'or au palmier de sinople arracher. Livrées : les couleurs de l'écu ; le verd dans les bordures seulement. |

## Sources
- A. Lievyns, Jean Maurice Verdot, Pierre Bégat, Fastes de la Légion-d'honneur, biographie de tous les décorés accompagnée de l'histoire législative et réglementaire de l'ordre, Tome 4, Bureau de l’administration, 1844, 640 p. (lire en ligne), p. 426.
- « La noblesse d’Empire » (consulté le 24 août 2017)
- Vicomte Révérend, Armorial du premier empire, tome 4, Honoré Champion, libraire, Paris, 1897, p. 363.
- Léon Hennet, Etat militaire de France pour l’année 1793, Siège de la société, Paris, 1903, p. 75.
- Danielle Quintin et Bernard Quintin, Dictionnaires des colonels de Napoléon, S.P.M., 2013, 978 p. (ISBN 978-2-296-53887-0, lire en ligne)
- Thierry Guillo, Antibes sous le directoire, le consulat et l'empire, Presses Universitaires du Septentrion, 2000, p. 339.